# 岩田龍子
岩田 龍子（いわた りゅうし、1934年8月4日- )は、日本の経済学者。

## 略歴
愛知県江南市出身。1959年東京大学経済学部卒、69年同大学院博士課程満期退学。ジョンズ・ホプキンス大学で修士号、イリノイ大学に学ぶ。1966年東大助手、71年イリノイ大学助手、1972年武蔵大学経済学部助教授、74年教授。国際大学教授、九州大学教授、日本福祉大学教授を務めた。77年『日本的経営の編成原理』で日経・経済図書文化賞受賞。妻は岩田 (沈) 奇志・熊本大学准教授。

## 著書
- 『日本的経営の編成原理』1977 (文真堂現代経営学選集
- 『現代日本の経営風土 その基盤と変化の動態を探る』日本経済新聞社 1978
- 『日本的センスの経営学 実感からの出発』東洋経済新報社(東経選書)1980
- 『学歴主義の発展構造』日本評論社 (日評選書)1981
- 『「日本的経営」論争 その成果と新展開の方向を探る』日本経済新聞社 1984
- 『学生達が目を輝かすとき』竜渓書舎 1984
- 『日本の経営組織』1985 講談社現代新書
- 『経営体の成長と構造変化 成長プロセスモデルの探求』文真堂 1986
- 『虚業の研究 日本人のビジネス観再考』日本経済新聞社 1987
- 『学歴主義の発展構造』日本評論社 1988

### 共編著
- 『ジャッピー きみは…大人になれるか』成田康昭、広岡守穂、松木直也共著 婦人画報社(Men's club books 1987
- 『国際比較の視点で見た現代中国の経営風土 改革・開放の意味を探る』沈奇志共著 文真堂 1997
- 『日本の再生と人材』森泰助共著 日本評論社 2002
- 『中国企業の経営改革と経営風土の変貌 経営革新はどこまで進んだか』岩田 (沈) 奇志共著 文眞堂 2007

## 論文
- <岩田竜子